# Hoftag zu Besançon (1157)
Auf dem Hoftag zu Besançon im Jahre 1157 in der gleichnamigen Bischofsstadt auf burgundischem Boden kam es zur Verlesung eines Schreibens des Papstes durch Kanzler Roland, das die Kaiserkrone als päpstliches Beneficium bezeichnet. Daraufhin entbrannte ein heftiger Streit zwischen dem römisch-deutschen Kaiser Friedrich I. Barbarossa und der Reichsfürsten einerseits sowie der Kirche Roms andererseits.

## Vorgeschichte
Vorausgegangen waren dem Hoftag zu Besançon bereits einige Streitigkeiten zwischen dem Papst Hadrian IV. und Barbarossa, die bereits kurz nach dessen Kaiserkrönung im Jahre 1155 begannen. Sie gipfelten wenig später letztlich darin, dass der Papst den Erzbischof von Lund als Primas der nordischen Kirche einsetzte, der andere nordische Erzbistümer gründete und damit nicht nur entgegen alten Ansprüchen von Bremen, sondern vor allem auch gegen die Interessen des Reiches handelte: Mit der Erhebung von Lund zum Erzbistum entzog der Papst die seit der Missionierung durch den Heiligen Ansgar dem Erzbistum Bremen-Hamburg unterstehende skandinavische Kirche dem Einfluss des Bremer Erzbischofs. Nicht unbeeinflusst davon war auch die Lehensabhängigkeit des dänischen Königs vom deutschen Kaiser. Offenkundig versuchte der Papst, die skandinavische Kirche dem deutschen Einfluss zu entziehen und seinen Einfluss zu erhöhen. Als Reaktion darauf wurde Eskil von Lund vorübergehend gefangen genommen.

## Streitpunkt
Auf dem Hoftag zu Besançon erschienen zwei päpstliche Legaten mit einem öffentlichen Brief von Hadrian IV. an den römisch-deutschen Kaiser, das mit einem Eklat durch die Anrede begann, in der es hieß: „Es grüßt Euch unser heiligster Vater, Papst Hadrian und die Gesamtheit der Kardinäle der heiligen römischen Kirche, jener als Euer Vater, diese als Eure Brüder“. Damit stellte das Schreiben die Kardinäle auf die gleiche Stufe wie den Kaiser und behandelte letzteren als Lehensmann des Papstes. Dies widersprach der sakralen Vorstellung Friedrich Barbarossas vom Kaisertum und der Gleichrangigkeit von Kaiser und Papst zutiefst. 
In dem Schreiben wurde festgestellt, dass der Papst ihm die Machtfülle des Reiches übertragen habe und ihm gerne noch größere beneficia überlassen hätte. Als Friedrichs Reichskanzler, der ehemalige Dompropst zu Hildesheim, Rainald von Dassel dieses wahrscheinlich absichtlich benutzte zweideutige Wort mit „Lehen“ übersetzte, um der Gefahr vorzubeugen, dass die päpstliche Seite Fakten schuf, wenn die kaiserliche Seite diese Zweideutigkeit unwidersprochen hinnahm, entstand unter den anwesenden Reichsfürsten eine gewaltige Aufregung. Dabei kann das lateinische Wort beneficium sowohl mit „Wohltat“ als auch mit „Lehen“ übersetzt werden.
Es entstand zwischen dem kaiserlichen Kanzler Rainald und dem päpstlichen Kanzler Rolando Bandinelli ein Schlagabtausch. Der päpstliche Kanzler, der der schärferen Übersetzung nicht widersprochen hatte, fragte sogar anmaßend, „Von wem hat der Kaiser sein Amt inne, wenn nicht vom Herren Papst?“ (A quo ergo habet, si a domno papa non habet imperium?) Dadurch wurde die Entrüstung unter den anwesenden weltlichen und geistlichen Würdenträgern so sehr gesteigert, dass der Kaiser selbst Bandinelli gegen das Schwert (lt. anderen Quellen die Streitaxt) des Pfalzgrafen von Bayern, Otto von Wittelsbach in Schutz nehmen musste.
Der Streit von Besançon führte praktisch zum vorläufigen Abbruch der Beziehungen von Kaiser Barbarossa zum Papst. Die päpstlichen Gesandten mussten auf Geheiß des Kaisers das Land verlassen. Gleichzeitig untersagte Friedrich I. deutschen Geistlichen Romreisen und Appellationen an den Papst. In einem Antwortschreiben des deutschen Kaisers auf den Brief vom Papst heißt es:
„Eher legen wir die Krone des Reiches nieder, als dass wir sie zugleich mit unserer Person so in den Staub ziehen lassen. Was gemalt ist [das Laterangemälde, das Lothar als Lehensmann der Kirche darstellte], möge ausgelöscht, was geschrieben, getilgt werden, auf dass nicht zwischen Königtum und Priestertum ewige Denkmale der Feindschaft stehen bleiben.“

## Fortgang
Da nicht nur der Kaiser und die weltlichen Fürsten, sondern auch die deutschen Bischöfe der päpstlichen Auffassung geschlossen entgegenstanden, wich Hadrian IV. von seiner Position zurück. Eine neue päpstliche Gesandtschaft ließ das Wort „beneficium“ dahingehend interpretieren, dass es nicht als Lehen, sondern als Wohltat zu verstehen sei. Jedoch war der Konflikt nun nicht mehr allein auf diese eine Wortbedeutung begrenzt. Es entbrannte letztlich auch ein Streit um das friedliche Nebeneinander zwischen der weltlichen und der kirchlichen Gewalt. Seit dieser Zeit verwendete man auch den Begriff „sacrum Imperium“ und betonte die Heiligkeit des Reiches aus karolingischer und römisch-christlicher Tradition. Insgesamt waren sich jedoch beide Parteien einig, dass letztlich die Reichsgewalt wieder in vollem Umfang hergestellt werden sollte, was durch die zweite Romreise von Barbarossa im Jahre 1158 versucht werden sollte.